# Codex Carolinus (Wolfenbüttel)

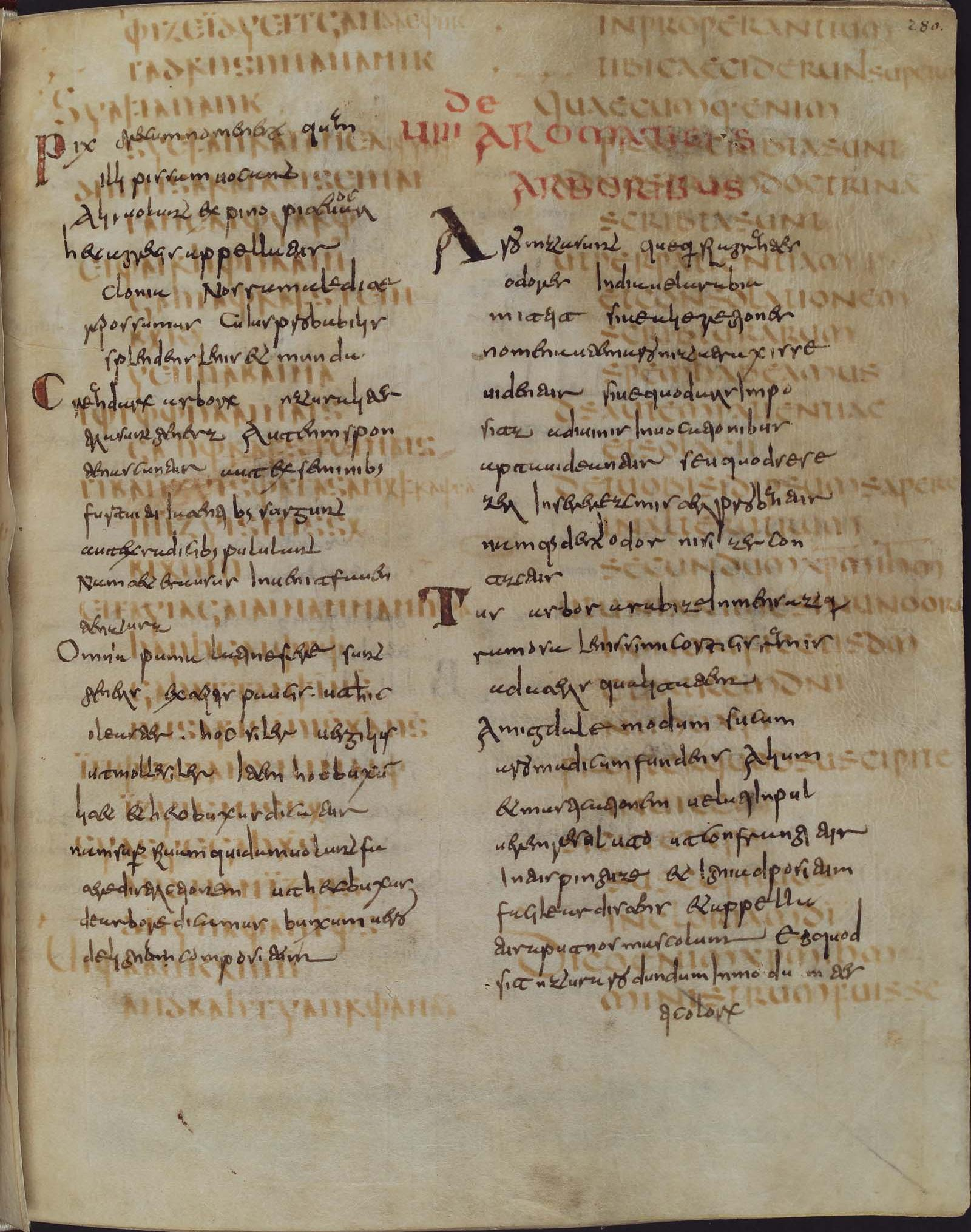
Codex Guelferbytanus Weissenburgensis 64 folio 280 recto

Der Codex Carolinus ist ein Palimpsest, der sich in der Herzog August Bibliothek in Wolfenbüttel befindet (Codex Guelferbytanus 64 Weissenburgensis).

## Beschreibung
Der textus superior, der auf die wiederverwendeten Seiten geschrieben wurde, ist eine besonders frühe Handschrift von Isidor von Sevillas Etymologien (8. Jahrhundert, norditalienisches Skriptorium). Dieser Hauptblock besitzt 328 Blätter aus Pergament (26,5 × 21 cm).
Es gibt sieben oder acht textus inferiores, die mit dem Text Isidors überschrieben wurden:

### Griechische Texte
- 116 Blätter einer Schrift des antiken Arztes Galenos, De alimentorum facultatibus
- 43 und 13 Blätter: Teile zweier weströmischer Evangeliare (byzantinischer Koine-Text)
- 1 Blatt Kapitelverzeichnis des Matthäusevangeliums, eventuell einem der beiden Evangeliare zuzuordnen

### Lateinische Texte
- 18 Blätter Römerbriefkommentar des Ambrosiaster in sehr schlechtem Erhaltungszustand
- 22 Blätter aus dem biblischen Buch der Richter (Vulgata)
- 8 Blätter aus dem Buch Ijob (Vulgata)

### Bilingue gotisch/lateinisch
- 4 Blätter vermutlich aus einem gotisch-lateinischen Codex der Paulusbriefe; lateinischer Text: Vetus Latina. Auf vier Pergament-Blättern stehen Teile der Kapitel 11 bis 15 des Römerbriefes (Röm 11,33–12,5; 12,171–3,5; 14,9–20; 15,3–13) in zwei Spalten mit je 27 Zeilen, links in Gotisch, rechts in Latein.

## Geschichte
Spätestens im 14. Jahrhundert befand sich der Codex im Kloster Weißenburg im Elsass. 1689 erwarb der Herzog von Braunschweig dieses Buch. Franz Anton Knittel entdeckte 1756 das Manuskript. Er entschlüsselte den Inhalt und veröffentlichte den Text 1762 mit einem ausführlichen Kommentar mit Unterstützung des Herzogs Karl I., nach dem die Handschrift den Namen Codex Carolinus erhielt. Konstantin von Tischendorf verbesserte den lateinischen Text. Carla Falluomini bearbeitete 1999 den gotischen Text.